# Santa Maria in Monterone
Santa Maria in Monterone ou Igreja de Nossa Senhora em Monterone, chamada também de Igreja de Santa Maria em Monterone, é uma igreja de Roma, Itália, localizada no rione Sant'Eustachio, na via Monterone. É dedicada a Nossa Senhora.
É uma igreja subsidiária da paróquia de San Lorenzo in Damaso.

## História
Não se sabe a origem desta igreja, talvez construída sobre as ruínas de um antigo templo romano do século I a.C. Ela fica na área das antigas Termas de Agripa, de onde deriva o cognome "della Valle" dado à zona circundante.
Historicamente, foi mencionada pela primeira vez como uma das igrejas afiliadas à basílica de San Lorenzo in Damaso em uma bula de 1186 do papa Urbano III. Foi restaurada primeiro em 1245 e depois em 1597, quando, para evitar os constantes alagamentos por causa das cheias do Tibre, o piso foi elevado. Em 1682, na época do papa Inocêncio XI, foi completamente reconstruída. O nome possivelmente é derivado da família Monteroni, de Siena, que fundou a igreja ao lado de uma pequena estalagem para os peregrinos sienenses. Deixou de ser igreja regional da comunidade em meados do século XV, quando ela se mudou para Santa Caterina da Siena a Via Giulia.
Em 1728, a igreja foi entregue pelo papa Bento XIII aos mercedários, membros da Ordem de Nossa Senhora das Mercês, que, assim como os trinitários, tinham como objetivo pagar o resgate de escravos cristãos em terras muçulmanas. Como em Roma eles eram muito poucos, o convento construído ao lado da igreja é minúsculo, possivelmente o menor de Roma. 
A igreja foi sede de uma paróquia até a reforma do papa Leão XII (entre 1823-9), que transferiu a cura para a igreja paroquial vizinha, de Sant'Eustachio.

## Descrição
O interior apresenta uma planta basilical, com três nave, separadas por colunas antigas de capitéis jônicos, todos diferentes entre si, sistematizados no período medieval. No altar-mor está uma "Madona com São Pedro Nolasco e São Pedro Pascasio", de Pompeo Batoni. Na parede esquerda do presbitério está o monumento funerário do cardeal Stefano Durazzo.
Ao lado da igreja está o convento, atualmente habitado por padres redentoristas que oficiam na igreja, cuja fachada um dos mais graciosos exemplos do estilo barroco romano do século XVIII, obra de Francesco Bianchi.

## Galeria

Imagens da igreja
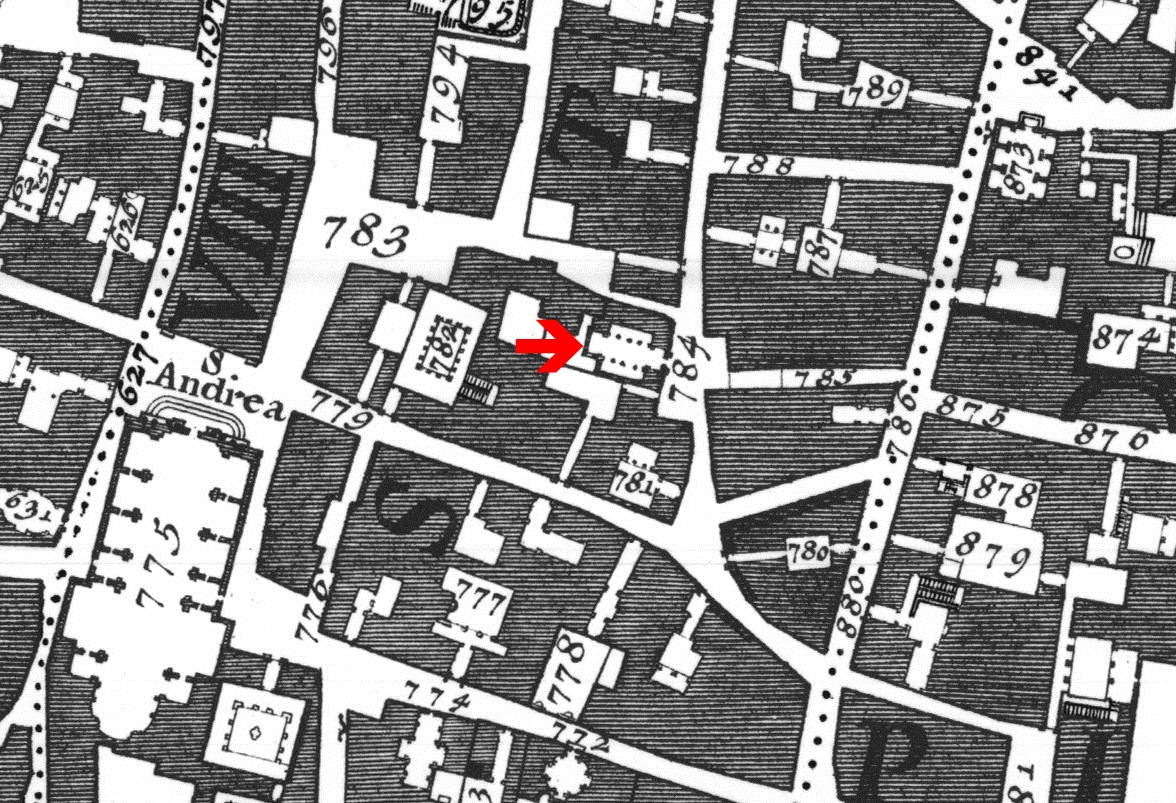
Santa Maria no Mapa de Nolli (1748), no nº 784.
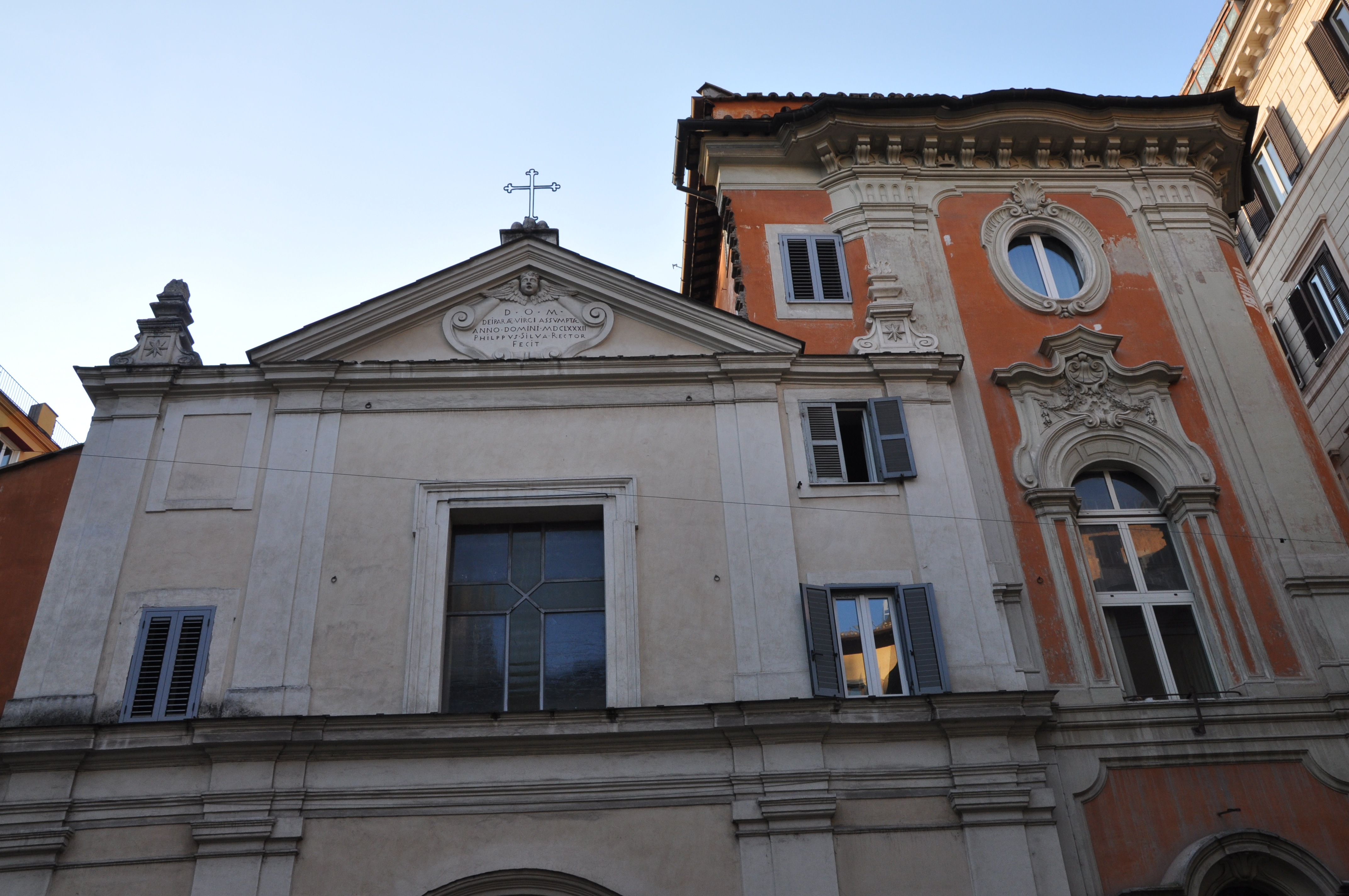
Detalhe da fachada e do convento.
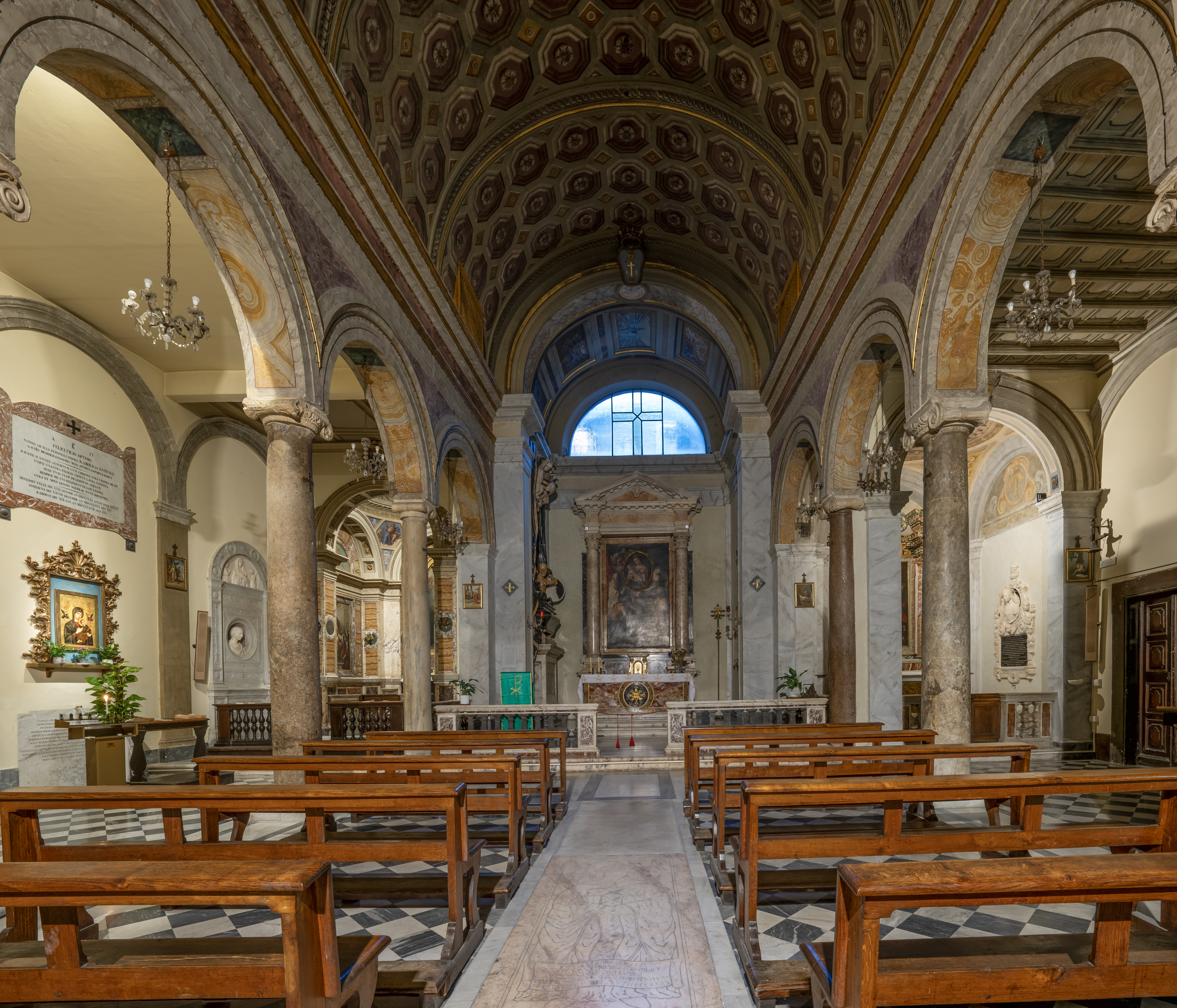
Interior.
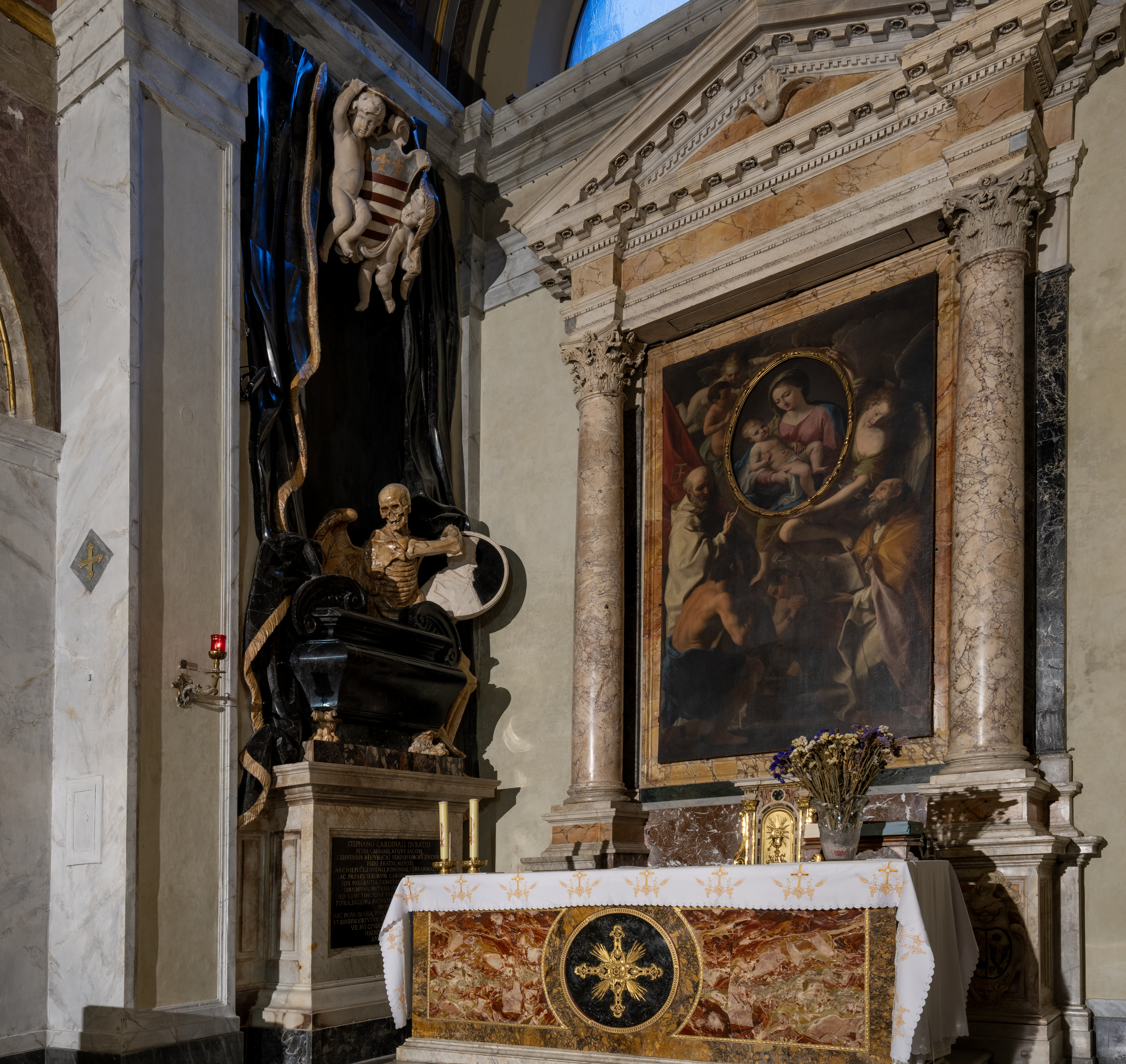
Altar-mor, com a Madona de Pompeo Batoni e o monumento do cardeal Durazzo.